# Penstemon pachyphyllus
Espèce
Penstemon pachyphyllus  est une espèce de plantes de la famille des Plantaginacées, originaire d'Amérique du Nord. Elle est connue sous le nom de    Thickleaf Beardtongue en anglais.

## Description
Cette espèce est pérenne et peut atteindre 25cm de hauteur. Les fleurs sont généralement de couleur bleue. 
Plusieurs varietées sont répertoriées.